# Zgnilizna jabłek „rybie oko”
Zgnilizna jabłek „rybie oko” – grzybowa choroba jabłek wywołana przez Agroathelia rolfsii (Athelia rolfsii).
Athelia rolfsii ma bardzo duży zakres żywicieli. W USA opisano ponad 500 gatunków roślin, na których występuje. Jest to grzyb podstawkowy znany głównie w formie bezpłciowej, dawniej opisywanej pod nazwą Sclerotium rolfsii. Występuje w glebie głównie w postaci grzybni i sklerocjów. Powoduje zgnilizny wielu gatunków roślin. Grzyb występuje w glebie i atakuje korzenie roślin wytwarzając szereg związków, takich jak kwas szczawiowy i enzymy rozpuszczające celulozę i pektyny. Związki te skutecznie niszczą tkankę roślinną i pozwalają grzybowi wniknąć do wnętrza rośliny. Wśród roślin uprawnych w Polsce oprócz zgnilizny jabłek powoduje grupę chorób zwanych białą zgnilizną: (biała zgnilizna irysa, biała zgnilizna tulipana, biała zgnilizna konwalii, biała zgnilizna eustomy, biała zgnilizna storczyków, biała zgnilizna draceny i kordyliny, biała zgnilizna fikusa, biała zgnilizna stefanotisa, biała zgnilizna juki).
Jabłonie ulegają porażeniu tym patogenem poprzez zainfekowane zrazy i podkładki.